# Turkije op de Olympische Zomerspelen 1952
Turkije nam deel aan de Olympische Zomerspelen 1952 in Helsinki, Finland. In vergelijking tot vier jaar eerder werd er veel minder goud gewonnen: nu twee, toen zes.

## Medailles

### 1Goud
- Hasan Gemici — worstelen, mannen vrije stijl vlieggewicht
- Bayram Şit — worstelen, mannen vrije stijl vedergewicht

### 3Brons
- Adil Atan — worstelen, mannen vrije stijl halfzwaargewicht

## Resultaten en deelnemers per onderdeel

### Basketbal

#### Mannentoernooi
- Kwalificatieronde (Groep C)
  - Verloor van Egypte (52-64)
  - Verloor van Italië (37-49) → ging niet verder, 22e plaats

Argentinië · Australië · Bahama's · België · Bermuda · Birma · Brazilië · Brits-Guiana · Bulgarije · Canada · Ceylon · Chili · China · Cuba · Denemarken · Duitsland · Egypte · Filipijnen · Finland · Frankrijk · Goudkust · Griekenland · Groot-Brittannië · Guatemala · Hongarije · Hongkong · Ierland · IJsland · India · Indonesië · Iran · Israël · Italië · Jamaica · Japan · Joegoslavië · Libanon · Liechtenstein · Luxemburg · Mexico · Monaco · Nederland · Nederlandse Antillen · Nieuw-Zeeland · Nigeria · Noorwegen · Oostenrijk · Pakistan · Panama · Polen · Portugal · Puerto Rico · Roemenië · Saarland · Singapore ·  Sovjet-Unie · Spanje · Thailand · Trinidad en Tobago · Tsjecho-Slowakije · Turkije · Uruguay · Venezuela · Verenigde Staten · Vietnam · Zuid-Afrika · Zuid-Korea · Zweden · Zwitserland